# Hippothyris aganactete
Hippothyris aganactete är en mossdjursart som beskrevs av Gordon 1984. Hippothyris aganactete ingår i släktet Hippothyris och familjen Bitectiporidae. Inga underarter finns listade i Catalogue of Life.